# Шаула, Матвей
Матве́й Шаула́ (укр. Матвій Шаула, а также Савула, Саула, Шауля; казнён летом 1596 года, Варшава, Речь Посполитая) — один из предводителей казацкого восстания под руководством Северина Наливайко, запорожский гетман в 1596 году. Принимал активное участие в военных действиях против поляков под Белой Церковью.

## Биография
Осенью 1595 года во главе запорожского войска Матвей Шаула взял Киев и продолжил борьбу против поляков в Белоруссии. В начале 1596 года он вернулся из Белоруссии на Правобережную Украину. 
В марте 1596 года повстанцы свергли Григория Лободу и избрали гетманом Шаулу.
В Солоницкой битве, недалеко от Лубен, Шаула был ранен. 7 июня 1596 года он был вероломно схвачен изменниками и выдан Станиславу Жолкевскому; позднее Шаула был казнён в Варшаве.